# Henning Elmquist
Gustaf Henning Elmquist, född den 5 december 1871 i Eskilstuna, död den 23 augusti 1933 i Stockholm, var en svensk ämbetsman, socialpolitiker, minister och landshövding. Han var son till rektor Johan Gustaf Theodor Elmquist och Hilda Elisabeth Palmgren samt gift med Brita Matilda Boberg.
Elmquist blev 1889 student vid Uppsala universitet, där han 1895 avlade filosofie licentiatexamen och 1900 blev filosofie doktor i Lund. Han blev 1898 ledare för den officiella arbetsstatistiken i Kommerskollegium och utnämndes 1902 till förste aktuarie och chef för kollegiets då nyinrättade avdelning för arbetsstatistik. Han var sekreterare i kommittén för Sveriges deltagande i världsutställningen i Paris 1900 samt i Stockholms yrkesskolekommitté 1901–1902 och ledamot av Stockholms arbetsförmedlingskommitté 1902–1903 samt av kommittén för revidering av lagförslaget ang. medling i arbetstvister 1906. Han blev 1905 vice ordförande i styrelsen för Stockholms stads arbetsförmedling och 1906–1910 ledamot av Stockholms stadsfullmäktige.
Han blev 1908 byråchef i Kommerskollegium, 1912 chef (sedan 1914 generaldirektör) för den nyinrättade Socialstyrelsen, var statsråd och chef för Socialdepartementet i Louis De Geers (sedan 23 febr. 1921 Oscar von Sydows) ministär från 27 oktober 1920 till 4 oktober 1921 och var från december 1921 till september 1925 envoyé i Helsingfors. 1925 landshövding i Örebro län. Han utnämndes 27 november 1928 till överståthållare i Stockholm.

Elmquist utgav eller redigerade ett stort antal skrifter i arbets- och näringsstatistik, ang. yrkesundervisning, lärlingsväsendet, arbetsförmedling, arbetsgivar- och arbetarorganisationer, arbetskonflikter, medling i arbetstvister och sociallagstiftning i övrigt, förutom en mängd kollektiva avtal mellan arbetsgivare och arbetare och så vidare Han var en mycket anlitad förlikningsman och skiljedomare i arbetstvister, såsom inom verkstads- och tobaksindustrien, bryggeriindustrien, byggnadsfacken i Stockholm och Malmö, vid Stockholms stads arbeten, vid de enskilda järnvägarna, transportrörelsen, spårvägstrafiken, boktryckeri- och bokbinderifacken m.fl., och sedan 1905 hade han officiellt uppdrag att vara skiljedomare mellan de enskilda järnvägsförvaltningarna och deras personal.

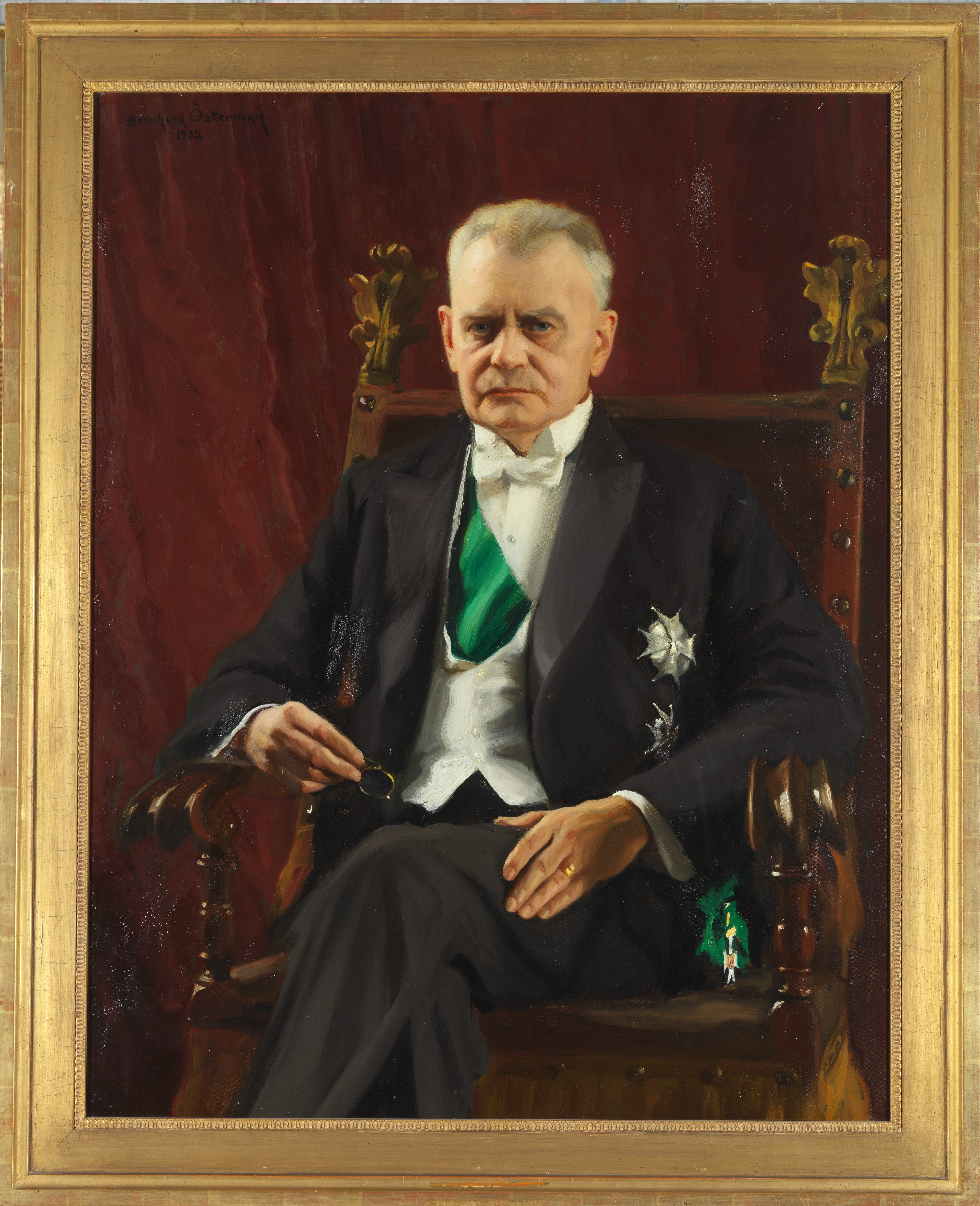
Henning Elmquist, porträtt av Bernhard Österman, 1932

Under krigs- och kristiden togs Elmquists förmåga starkt i anspråk. Han var nämligen 1914–1917 ledamot av Statens livsmedelskommission och 1916–1919 ordförande i Folkhushållningskommissionen och utvecklade därvidlag en verksamhet, som vann allra högsta erkännande. Han var även ledamot av kommissionerna för Kommerskollegiums ombildning (1908–1914) och för världsutställningen i San Francisco 1915 (1913–1915), vars arbetsutskott han tillhörde, och ordförande i Arbetsrådet (1919–20).